# Waylon Roberts
Waylon Roberts es un jinete canadiense que compitió en la modalidad de concurso completo. Ganó dos medallas en los Juegos Panamericanos, plata en 2007 y bronce en 2015.

## Palmarés internacional
| Juegos Panamericanos | Juegos Panamericanos    | Juegos Panamericanos | Juegos Panamericanos |
| Año                  | Lugar                   | Medalla              | Categoría            |
| -------------------- | ----------------------- | -------------------- | -------------------- |
| 2007                 | Río de Janeiro (Brasil) | Medalla de plata     | Por equipos          |
| 2015                 | Toronto (Canadá)        | Medalla de bronce    | Por equipos          |